# Слободан Стојановић (лекар)
Слободан Стојановић (Лесковац, 1937) српски је лекар, примаријус и уролог, који је својим научним и стручним радом значајно допринео области урологије.

## Биографија
Прим. др Слободан Стојановић рођен је 1937. године у Лесковцу, где је завршио основно и средње образовање, а Медициски факултет у Београду 1963. године. Специјалистички испит из Урологије положио је 1971. године. Као лекар, почео је са радом у Дому здравља у Лесковцу у Здравственој станици број 1. У поподневним часовима два пута недељно радио је и у амбуланти у Печењевцу. У 1973. години Уролошка служба добија одељење у новоотвореној згради болнице. Служба урологије 1980. године отвара нову радну јединицу Центар за хемодијализу, прву на југу Србије.
Прим. др Слободан Стојановић као начелник Уролошке службе од оснивања па до своје смрти, створио је одељење које је служило као узор у погледу стручности, радне дисциплине и хигијене. Створио је високо образован и остали медицински кадар, који је био спреман да се ухавти у коштац са најсложенијим и најтежим хируршким захватима и проблемима.
Уведено је више дијагностичких поступака и пијелографија, уретероцистографија, цистографија, ретроградна пијелографија, и др. Увећан је број оперативних захвата од нефректомије због разних патолошких промена на бубрегу, парцијална нефректомија, нефропиелолитотомија, парцијална цистектомија, радикална простактектомија, екстирпације тумора мокраћне бешике, трансуретрална ресекција тумора бешике и простате и друге хируршке интервенције.
Поред свакодневних послова које је обављао, радио је и на личном стручном образовању и усавршавању. Објавио је преко 30 стручних радова на симпозијумима, секцијама и конгресима у земљи и иностранству. Организатор је већег броја стручних састанака, уролошких секција и прве школе хемодијализе. Био је један од врло активних чланова своје секције и Подружнице Српског лекарског друштва. Био је члан Уредништва часописа Apollinem medicum et Aesculapium од његовог оснивања. Члан је комисије Председништва подружнице СЛД за добијање звања примаријус.
На основу стручног рада, организационих резултата и стручне афирмације Републички секретаријат за здравље СР Србије доделио му је звање примаријус 1980. године. Поред рада у струци, дао је велики допринос и у другим сферама живота и рада. Био је председник извршног одбора Медицинског центра, директор ООУР рехабилитације, ортопедије и урологије. Делагат у Скупштини општине Лесковац и председник Одбора за здравље и социјалну политику, а у Скупштини Јужномораваског региона, председник Одбора за заштиту човекове и радне средине. Био је председник Савета ООУР Хируршких делатности. Др Слободан је припадао рукометном клубу Дубочица, најпре као активни играч, а касније као потпредседник клуба, затим председник Удружења прволигаша Југославије и председник Рукометног савеза Србије. У образовању средњег медицинског кадра дао је велики допринос, радећи као професор у медицинској школи Лесковца.
За свој свеукупни рад добио је многобројна признања: Октобарску награду-медаљу за изванредне заслуге у развоју града, Орден рада са сребрним венцем, Републичку значку народне одбране Републике Србије, Златну повељеу Рукометног савеза Србије, и многобројне плакете, повеље и захвалнице.